# تالشی هوا
قطعه تالشی هوا اثر آهنگساز ایرانی سید مهدی حسینی است. این اثر در سال ۱۳۸۸ برای ویلن و فاگوت تنظیم شده‌است. قطعه تالشی هوا بر اساس آوازهای تالشی ساخته شده‌است. اولین اجرای این اثر در کنسرتی به مناسبت بزرگداشت آهنگساز معروف قرن بیستم ایتالیا «لوئیجی نونو» در سن‌پترزبورگ روسیه اجرا شد.
آواز تالشی یکی از شاخص‌ترین آوازهای منطقهٔ تالش ایران است که تالش‌ها برای تمایز آن‌ها از یکدیگر از واژه‌های هَوا (havâ)، هَنگ (hang)، لَجَه (laja)، و صوت (sut) استفاده می‌کنند.